# Louisfert

Louisfert este o comună în departamentul Loire-Atlantique, Franța. În 2009 avea o populație de 890 de locuitori.